# Deltocyathus calcar
Deltocyathus calcar är en korallart som beskrevs av Pourtalès 1874. Deltocyathus calcar ingår i släktet Deltocyathus och familjen Caryophylliidae. Inga underarter finns listade i Catalogue of Life.